# Mammillaria plumosa
Espèce
Statut de conservation UICN

 NT  : Quasi menacé
Statut CITES
Mammillaria plumosa est une espèce de cactus du genre Mammillaria endémique du Mexique dans les États de Coahuila, Nuevo León et en partie dans le Tamaulipas.

## Description

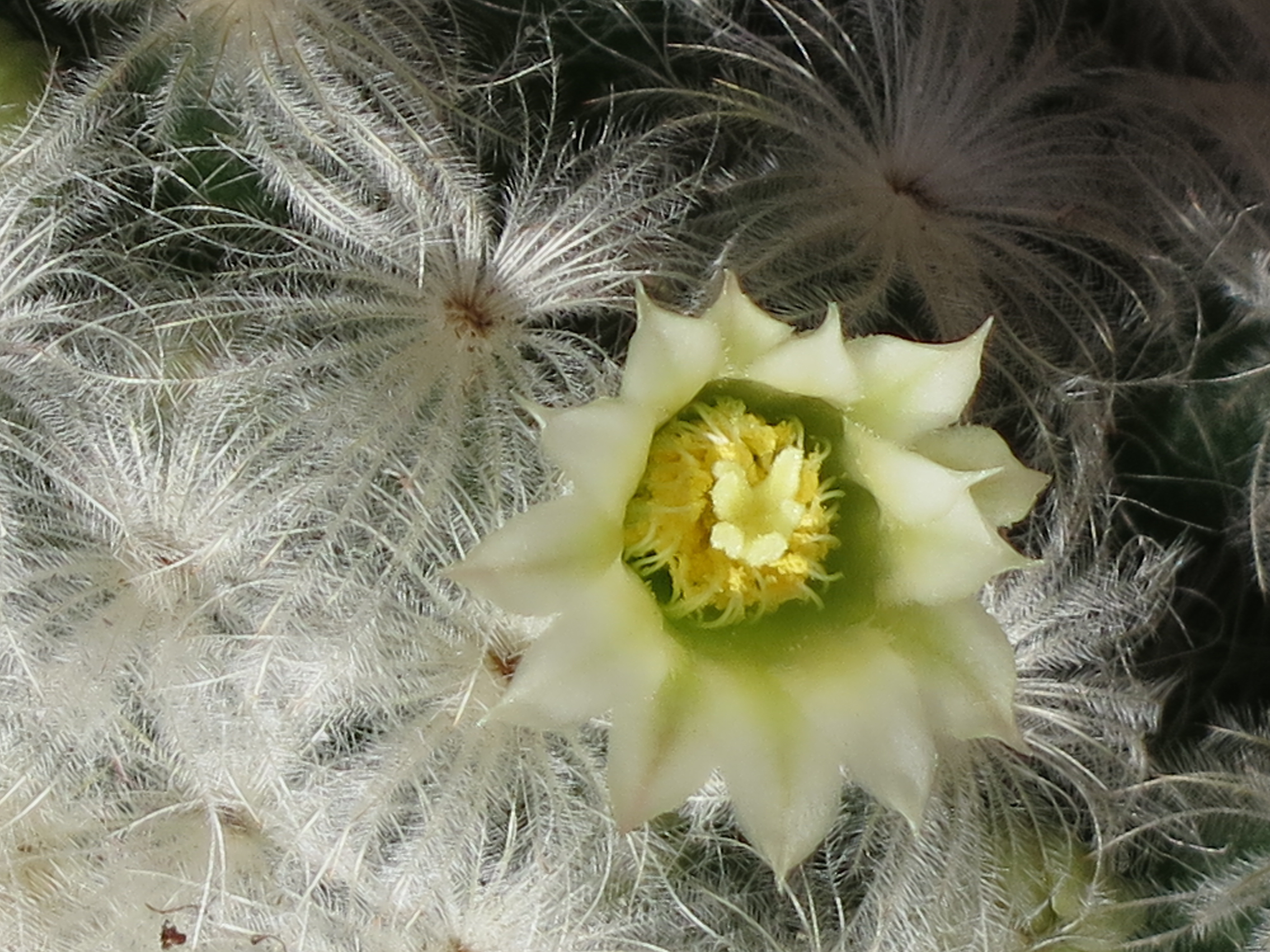
La fleur de mammillaria plumosa

Mammillaria plumosa se présente sous la forme de plantes globuleuses groupées qui peuvent atteindre quarante centimètres. Chaque individu fait en moyenne sept centimètres de hauteur et de diamètre. Ses aréoles sont massives avec environ une quarantaine d'épines blanches et fines de trois à sept millimètres de longueur.
Ses fleurs blanches mesurent environ quinze millimètres. Ses fruits sont cubiques, de couleur pourpre, mesurant une quinzaine de millimètres. Ses graines vont du brun foncé au noir.

## Habitat
Ce cactus croît dans les régions sus-mentionnées de 780 à 1 350 mètres d'altitude.

## Synonymes
La description en a été faite par Frédéric Albert Constantin Weber en 1898, dans son Dictionnaire d'horticulture, p.804. Ses synonymes et variétés sont:
- Neomammillaria plumosa (F.A.C.Weber) Britton & Rose (1923)
- Chilita plumosa (F.A.C.Weber) Orcutt (1926)
- Escobariopsis plumosa (F.A.C.Weber) Doweld (2000).

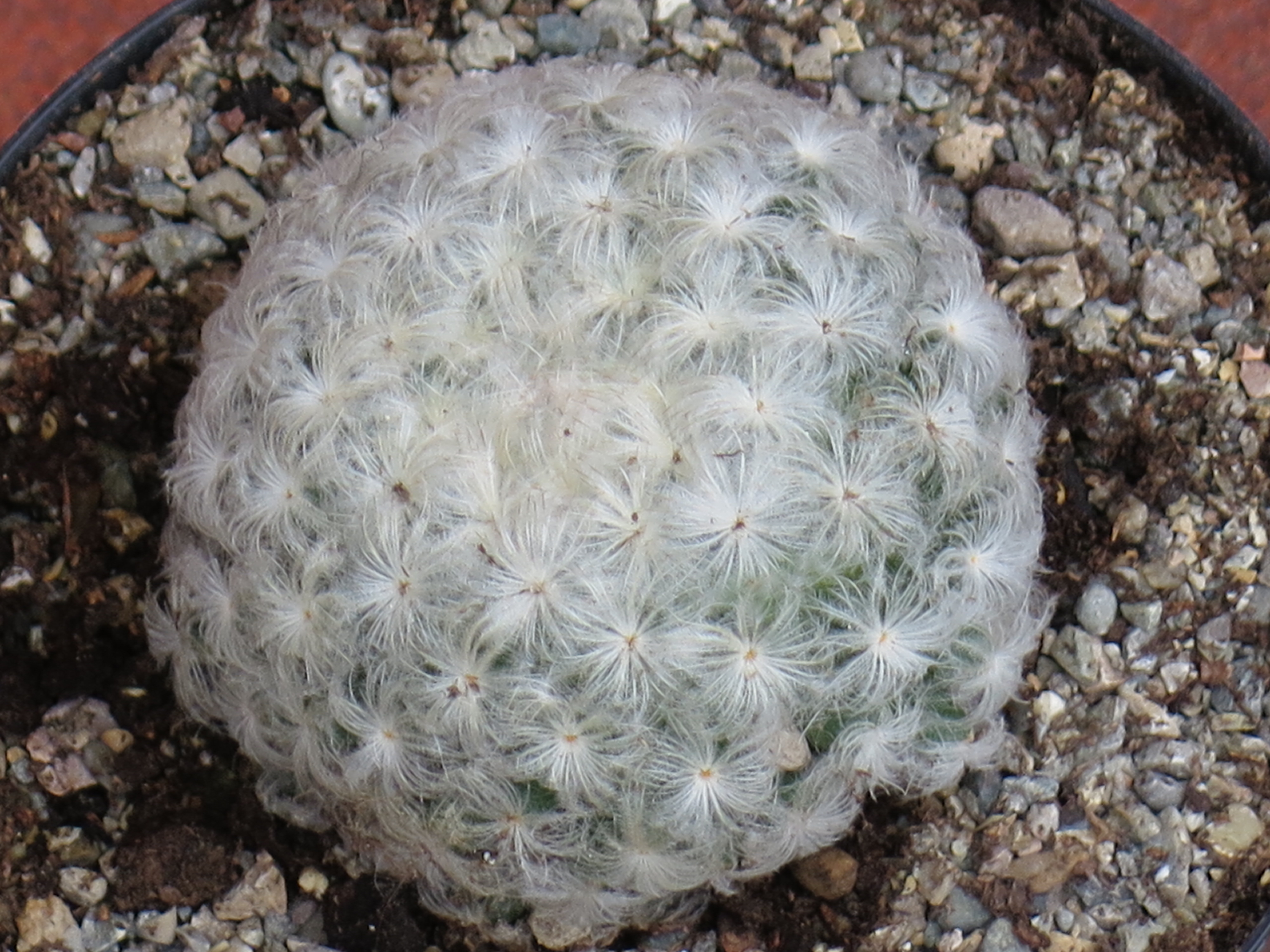
Mammillaria plumosa